# Phronia fusciventris
Phronia fusciventris är en tvåvingeart som beskrevs av Van Duzee 1928. Phronia fusciventris ingår i släktet Phronia och familjen svampmyggor. Inga underarter finns listade i Catalogue of Life.